# Let's Hear It for the Boy
Singles de Deniece Williams
Love Won't Let Me Wait
(1984) Next Love
(1984)
Let's Hear It for the Boy est une chanson de R&B/dance-pop écrite et composée par Tom Snow et Dean Pitchford et interprétée par la chanteuse américaine Deniece Williams. Sortie en single le 14 février 1984, elle est extraite de la bande originale du film Footloose et de l'album de Deniece Williams Let's Hear It for the Boy.
Elle connaît un succès international. Aux États-Unis, elle se classe no 1 à la fois du Billboard Hot 100, du Hot Dance Club Songs, et du Hot R&B/Hip-Hop Songs.
La chanson est nommée pour l'Oscar de la meilleure chanson originale en 1985, au même titre que la chanson Footloose de Kenny Loggins tirée du même film.
Elle est reprise en 2011 par Jana Kramer sur la bande originale du remake Footloose réalisé par Craig Brewer.

## Clip
Le clip vidéo est réalisé par Kenny Ortega. L'acteur Aaron Lohr, alors âgé de huit ans, y apparaît.

## Classements hebdomadaires
| Classement (1984)                      | Meilleure position |
| -------------------------------------- | ------------------ |
| Allemagne (GfK Entertainment)          | 10                 |
| Australie (Kent Music Report)          | 3                  |
| Belgique (Flandre Ultratop 50 Singles) | 5                  |
| Canada (RPM Top Singles)               | 1                  |
| États-Unis (Billboard Hot 100)         | 1                  |
| États-Unis (Hot Dance Club Songs)      | 1                  |
| États-Unis (Hot R&B/Hip-Hop Songs)     | 1                  |
| Irlande (IRMA)                         | 2                  |
| Nouvelle-Zélande (RMNZ)                | 2                  |
| Pays-Bas (Nederlandse Top 40)          | 4                  |
| Pays-Bas (Single Top 100)              | 5                  |
| Royaume-Uni (UK Singles Chart)         | 2                  |
| Suisse (Schweizer Hitparade)           | 19                 |

## Certifications
| Pays                  | Certification | Unités certifiées |
| --------------------- | ------------- | ----------------- |
| Canada (Music Canada) | Or            | 50 000            |
| États-Unis (RIAA)     | Platine       | 1 000 000         |
| Royaume-Uni (BPI)     | Argent        | 250 000           |